# جون لنت
جون لنت (بالإنجليزية: John Lent)‏ (1948)؛ شاعر، كاتب أغاني وروائي كندي. درس في جامعة ألبرتا.